# Muscolo elevatore dell'ano
Il muscolo elevatore dell'ano si divide in 3 parti: pubococcigeo, puborettale ed ileococcigeo. La porzione pubo-coccigea origina dalla faccia interna del pube e si estende posteriormente verso il coccige e sul quale si inserisce incontrando prima la sua controlaterale.

## Descrizione
La parte puborettale origina, come quella pubococcigea, dalla faccia interna del pube ma inizialmente non è divisibile da quest'ultima e se ne distacca solo successivamente. La parte puborettale è molto più spessa della pubococcigea, la pubo rettale va ad incontrarsi con la controlaterale formando così lo iato rettale e contribuendo a formare il legamento ano-coccigeo.
La componente ileococcigea si origina dall'arco tendineo del muscolo otturatore interno e si porta medialmente formando un rafe con il muscolo controlaterale per poi inserirsi al coccige. Il rafe fa parte del legamento ano coccigeo.
Le tre parti si coprono della fascia del diaframma pelvico, la parte superiore è in contatto con la prostata, la vescica, la vagina, l'utero, il peritoneo, la faccia inferiore è in rapporto con il connettivo lasso.
È innervato da S2 ed S3, anteriormente dal nervo pudendo, la parte postero laterale da diramazioni del plesso sacrale. Le tre parti sostengono gli organi viscerali, aumentano la pressione intraddominale, aumentano la continenza, ed è attivo nella respirazione tranquilla.